# Okręty podwodne typu Glauco (1932)
Okręty podwodne typu Glauco – włoskie okręty podwodne z okresu dwudziestolecia międzywojennego i II wojny światowej. Dwie jednostki tego typu pierwotnie zostały zamówione przez Portugalię, jednak z powodu zerwania kontraktu zostały ukończone na potrzeby Regia Marina. Zbudowano je w latach 1931–1935 w stoczni Cantieri Riuniti dell’Adriatico (CRDA) w Monfalcone, a w skład włoskiej marynarki weszły w 1935 roku.
Pełniły służbę na Morzu Śródziemnym, Morzu Czerwonym i Atlantyku, biorąc udział m.in. w wojnie domowej w Hiszpanii i bitwie o Atlantyk. „Glauco” został samozatopiony 27 czerwca 1941 roku na zachód od Gibraltaru, a „Otaria” przetrwała wojnę i została wycofana ze służby w 1948 roku.

## Projekt i budowa
W 1930 roku rząd Portugalii przyjął plan rozbudowy i modernizacji swojej marynarki, w którym znalazło się także pozyskanie oceanicznych i silnie uzbrojonych okrętów podwodnych. Mimo zażyłych kontaktów z Wielką Brytanią, Portugalczycy zwrócili się z zapytaniem ofertowym do stoczni włoskich, konkurencyjnych cenowo i jakościowo ze stoczniami innych krajów europejskich. W 1931 roku w stoczni CRDA w Monfalcone inż. Curio Bernardis opracował projekt okrętów, bazując na jednostkach typu Squalo . Portugalski rząd w tym samym roku zamówił dwa okręty, mające nosić nazwy „Delfim” i „Espadarte”, jednak wkrótce wycofał się z kontraktu z przyczyn finansowych. W 1932 roku kontrakt na budowę obu jednostek przejęła włoska marynarka wojenna, a stocznia ukończyła okręty z nazwami zmienionymi odpowiednio na „Glauco” i „Otaria”. Okręty były szybkie, charakteryzowały się bardzo dobrą manewrowością na powierzchni i pod wodą oraz były silnie uzbrojone . Drugą parą okrętów przejętych z zamówienia portugalskiego były okręty podwodne typu Argo, a sama Portugalia następnie zakupiła trzy okręty w Wielkiej Brytanii.
Obie jednostki typu Glauco zbudowane zostały w stoczni CRDA w Monfalcone . Stępki okrętów położono w 1932 roku, a zwodowane zostały w 1935 roku. Nazwy okrętów nawiązywały do mitologicznego syna Posejdona i jednej z najad – Glaukosa i uchatki (wł. otaria).
| Okręt    | Stocznia | Początek budowy      | Wodowanie       | Wejście do służby    |
| -------- | -------- | -------------------- | --------------- | -------------------- |
| „Glauco” | CRDA     | 12 października 1932 | 5 stycznia 1935 | 20 września 1935     |
| „Otaria” | CRDA     | 19 listopada 1932    | 20 marca 1935   | 20 października 1935 |

## Dane taktyczno-techniczne
Jednostki typu Glauco były dużymi, oceanicznymi okrętami podwodnymi o konstrukcji jednokadłubowej. Długość całkowita wynosiła 73 metry, szerokość 7,2 metra i zanurzenie 5,12 metra. Wyporność normalna w położeniu nawodnym wynosiła 1054 tony, a w zanurzeniu 1305 ton . Okręty napędzane były na powierzchni przez dwa silniki wysokoprężne FIAT o łącznej mocy 3000 KM. Napęd podwodny zapewniały dwa silniki elektryczne CRDA o łącznej mocy 1200 KM. Dwuśrubowy układ napędowy pozwalał osiągnąć prędkość 17 węzłów na powierzchni i 8 węzłów w zanurzeniu. Zasięg wynosił 2825 Mm przy prędkości 17 węzłów w położeniu nawodnym (lub 9760 Mm przy prędkości 8 węzłów) oraz 110 Mm przy prędkości 3 węzłów w zanurzeniu. Zbiorniki paliwa mieściły 59 ton oleju napędowego . Dopuszczalna głębokość zanurzenia wynosiła 90 metrów .
Okręty wyposażone były w osiem stałych wyrzutni torped kalibru 533 mm: cztery na dziobie i cztery na rufie, z łącznym zapasem 14 torped . Napędzane sprężonym powietrzem torpedy kalibru 533 mm miały długość 7,2 metra, masę 1550 kg (w tym 260 kg materiału wybuchowego), prędkość 50 węzłów przy zasięgu 4000 metrów lub 30 węzłów przy strzelaniu na odległość 12 000 metrów. Uzbrojenie artyleryjskie stanowiły umieszczone przed i za kioskiem dwa pojedyncze działa pokładowe kalibru 100 mm OTO M1931 L/47 . Masa całkowita działa wynosiła 2177 kg, a długość 4,94 metra; kąt podniesienia lufy wynosił 45°, donośność 12 600 metrów, a szybkostrzelność osiem strzałów na minutę. Działo strzelało nabojami o masie 26 kg (w tym pocisk burzący ważył 13,8 kg, a ładunek miotający 5 kg) z prędkością wylotową 840 m/s. Broń przeciwlotniczą stanowiły dwa pojedyncze wielkokalibrowe karabiny maszynowe Breda M1931 kalibru 13,2 mm L/76 . Masa wkm wynosiła 47,5 kg, kąt podniesienia lufy 85°, a skuteczna donośność 2000 metrów; broń zasilana była z magazynka na 30 nabojów (masa naboju wynosiła 0,125 kg przy masie pocisku 0,051 kg), a szybkostrzelność praktyczna wynosiła 400 strzałów na minutę przy prędkości początkowej 790 m/s. Jednostki wyposażone też były w hydrofony .
Załoga pojedynczego okrętu składała się z 7 oficerów oraz 50 podoficerów i marynarzy.

## Służba
„Glauco” i „Otaria” weszły do służby w Regia Marina w drugiej połowie 1935 roku . Obie jednostki wzięły udział w wojnie domowej w Hiszpanii, a następnie służyły na Morzu Czerwonym. W 1939 roku „Otaria” i „Benedetto Brin” odbyły rejs na Ocean Indyjski. 10 czerwca 1940 roku, w momencie ataku Włoch na Francję, okręty pełniły służbę na Morzu Śródziemnym wchodząc w skład 12. eskadry (wł. Squadriglia) 1. Flotylli okrętów podwodnych (wł. Gruppo sommergibili) stacjonującej w La Spezia i Neapolu (w skład której wchodziły ponadto „Comandante Cappellini”, „Comandante Faà di Bruno”, „Lazzaro Mocenigo” i „Sebastiano Veniero”). Po rozpoczęciu działań wojennych „Glauco” odbył trzy wojenne patrole, podczas jednego z nich atakując bez powodzenia ogniem artyleryjskim brytyjski parowiec „Baron Erskine” o pojemności 3657 BRT (26 czerwca) .
We wrześniu 1940 roku oba okręty opuściły Włochy i po sforsowaniu Cieśniny Gibraltarskiej dostały się na Atlantyk. „Glauco”, dowodzony przez kmdra por. (capitano di fregata) Giuseppe Mellinę, rozpoczął nieudany patrol w pobliżu Azorów, podczas którego nie zdołał zaatakować kilku wrogich konwojów, a na dodatek z opóźnieniem wysłał do bazy radiogramy o ich zauważeniu. Po przybyciu 22 października do bazy Betasom w Bordeaux dowódca „Glauco” został zdjęty z okrętu, a nowym dowódcą został mianowany kpt. mar. (tenente di vascello) Luigi Baroni. Uszkodzona podczas przejścia na Atlantyk „Otaria”, dowodzona przez kmdra ppor. (capitano di corvetta) Giuseppe Vocaturo, zawinęła do Betasom 6 października.
14 października „Otaria” opuściła Bordeaux i wyruszyła na swój pierwszy atlantycki patrol, podczas którego m.in. odparła atak łodzi latającej Short Sunderland i wykonała nieskuteczny atak torpedowy na duży statek, rozpoznany jako transatlantyk.
9 stycznia 1941 roku, podczas drugiego atlantyckiego patrolu, „Glauco” wystrzelił z niewielkiej odległości niecelną torpedę do parowca o szacowanej pojemności 4000 BRT, a następnie wdał się z nim w pojedynek artyleryjski. Przeciwnikiem włoskiego okrętu okazał się silnie uzbrojony brytyjski pomocniczy patrolowiec (ang. ocean boarding vessel) HMS „Cavina”, który zmusił „Glauco” do zanurzenia i zaniechania ataku .
Druga atlantycka misja „Otarii” trwała od 24 stycznia do 1 marca 1941 roku, przerwana z powodu problemów technicznych 1 lutego, kiedy to jednostka powróciła do Bordeaux w celu dokonania koniecznych napraw. 5 lutego okręt ponownie wyszedł w morze i od 13 do 24 lutego patrolował wody na zachód od Szkocji, nie spotykając przeciwnika.
27 stycznia „Glauco” wyszedł z Bordeaux na swój trzeci atlantycki patrol, lecz 14 lutego w estuarium Tagu okręt został wykryty i uszkodzony bombami głębinowymi przez co najmniej pięć nieprzyjacielskich jednostek ZOP (jednostka zdołała wrócić do bazy, jednak jej naprawa trwała trzy miesiące).
Trzecia atlantycka misja bojowa „Otarii” rozpoczęła się 6 maja, kiedy jednostka opuściła port i skierowała się w rejon na zachód od Irlandii. 20 maja załoga okrętu wystrzeliła dwie celne torpedy w kierunku płynącego w konwoju SL-73 brytyjskiego parowca „Starcross” (4662 BRT), w wyniku czego ciężko uszkodzony statek po zdjęciu załogi przez kanadyjski niszczyciel HMCS „St. Francis” (I93) został zatopiony przez eskortę na pozycji 51°45′N 20°45′W/51,750000 -20,750000 . W wyniku uszkodzeń odniesionych podczas kontrataku okręt zmuszony był do przerwania patrolu i zawrócenia do bazy. Podczas rejsu powrotnego załoga „Otarii” uratowała dwóch rozbitków z francuskiego żaglowca „Notre Dame du Châtelet”, który został 15 maja zatopiony przez niemiecki okręt podwodny U-43  .
24 czerwca 1941 roku „Glauco” wyszedł z Betasom z zamiarem powrotu na Morze Śródziemne, jednak trzy dni później u wejścia do Cieśniny Gibraltarskiej płynący w zanurzeniu okręt został na pozycji 35°06′N 12°41′W/35,100000 -12,683333 wykryty i zaatakowany bombami głębinowymi przez brytyjski niszczyciel HMS „Wishart” (D67) . Bomby spowodowały ciężkie uszkodzenia jednostki, co zmusiło kpt. Baroniego do wydania rozkazu alarmowego wynurzenia i następnie samozatopienia. „Glauco” zatonął około 14:00, w odległości 330 Mm na zachód od przylądka Spartel, a podczas ostatniej jego walki zginęło ośmiu marynarzy. Do niewoli trafiło 51 członków załogi okrętu – siedmiu oficerów oraz 44 podoficerów i marynarzy, podjętych z wody przez załogę HMS „Wishart”, który następnego dnia zawinął do Gibraltaru .
7 września „Otaria” opuściła Betasom i udała się w powrotny rejs do Włoch, forsując 14 września Cieśninę Gibraltarską i docierając do Neapolu 19 września. 14 grudnia, wobec problemów z zaopatrzeniem dla walczących w Afryce Północnej wojsk Osi, jednostka wyszła z Mesyny z ładunkiem paliwa, dostarczając je do Bardii  .
W 1942 roku „Otaria” wielokrotnie wychodziła w morze, próbując uzyskać kontakt bojowy z brytyjskimi okrętami uczestniczącymi m.in. w przeprowadzonej w maju operacji LB (dostarczenia na Maltę samolotów myśliwskich Spitfire) , operacji Harpoon (w czerwcu)  i operacji Pinpoint (w lipcu) . Także w sierpniu jednostkę wysłano (wraz z 17 innymi włoskimi okrętami podwodnymi) na wody między Balearami a wybrzeżem Afryki oraz między Tunezją a Sycylią, by przeciwdziałać dostarczeniu na Maltę dużej partii zaopatrzenia (operacja Pedestal) .
W pierwszej połowie stycznia 1943 roku „Otaria” odbyła kolejną misję zaopatrzeniową, dostarczając amunicję i paliwo do Trypolisu . We wrześniu 1943 roku, w momencie kapitulacji Włoch, okręt znajdował się w Fiume w składzie 4. Flotylli okrętów podwodnych. W wyniku negocjacji włosko-niemieckich przed 10 września bazę opuściła większość stacjonujących tam jednostek wraz z „Otarią” (z wyjątkiem torpedowca T-3 i trzech statków handlowych), przechodząc do portów zajętych przez Aliantów.
„Otaria” przetrwała wojnę i została wycofana ze służby 1 lutego 1948 roku.